# Decapitatus
Decapitatus é um gênero de fungos da família Mycenaceae. É um gênero monotípico, ou seja, possui apenas uma espécie, a Decapitatus flavidus.